# Michael Gold
Michael Gold, pseudonym för Irving Granich, född 12 april 1893, död 14 maj 1967, var en amerikansk författare.
Michael Gold var av judisk börd, och växte upp i en fattig rumänsk immigrantfamilj i New York. Han försökte sig på en rad olika yrken, blev tidigt politiskt intresserad och anknöt sig till kommunismen med Sovjetunionen som mönsterland. Gold uppträdde även som agitator och strejkledare. Han slog sig på journalistik och var medarbetare i Max Eastmans Masses och New Masses som han var med att grunda 1933, samt i Daily Worker. Michael Gold räknades som en av de ledande marxistiska kulturskribenterna i USA. Han utgav bland annat 120 million (1929), skisser ur amerikanskt arbetarliv, Jews without money (1930, svensk översättning 1931), en självbiografisk roman om invandrade judar, Charlie Chaplin's parade (1930), en barnbok, Battle hymn (1936, tillsammans med Michael Blankfort),, ett skådespel, Change world! (1937) och Hollow men (1941). Gold var medutgivare av antologien Proletarian literature in the United States (1935).